# مصعب اللحام
مصعب اللحام (انگلیسی: Mussab Al-Laham؛ زاده ۲۰ مهٔ ۱۹۹۱) یک بازیکن فوتبال اهل اردن است.
وی همچنین در تیم ملی فوتبال اردن بازی کرده است.